# Las trampas del matrimonio
Las trampas del matrimonio es un largometraje español de 1982, dirigido por Juan José Porto.

## Argumento
Un escritor, profesional del periodismo, y actualmente trabajando en la empresa de su suegro, no tiene una buena relación con su mujer y es abandonado con esta. Decide entonces retomar su verdadera profesión 
y se traslada de ciudad. Una vez allí, entablará relaciones con una joven...

## Reparto
- Pedro Díez del Corral
- Virginia Mataix
- Miguel Arribas
- María Kosty
- María Rubio

## Distribuidoras
- Televisión Española (TVE-2) (España) (TV)
- Video Mercury (España) (VHS)